# Coupe de France de rugby à XIII 1987-1988
Navigation
Édition précédente Édition suivante
La Coupe de France de rugby à XIII 1987-1988 est la 50e édition de la Coupe de France, compétition à élimination directe mettant aux prises des clubs de rugby à XIII amateurs et professionnels affiliés à la Fédération française de jeu à XIII (aujourd'hui Fédération française de rugby à XIII).

## Liste des équipes en compétition en huitièmes de finale
| \| US Le Pontet AS Saint-Estève US Villeneuve Bataillon de Joinville US Lyon-Villeurbanne FC Lézignan SO Avignon SM Pia Toulouse olympique XIII Châtillon XIII XIII Limouxin RC Saint-Gaudens RC Carpentras XIII Catalan RC Albigeois Aussillon XIII \| Clubs prenant part à la Coupe de France de rugby à XIII 1988. |
| US Le Pontet AS Saint-Estève US Villeneuve Bataillon de Joinville US Lyon-Villeurbanne FC Lézignan SO Avignon SM Pia Toulouse olympique XIII Châtillon XIII XIII Limouxin RC Saint-Gaudens RC Carpentras XIII Catalan RC Albigeois Aussillon XIII                                                                     |

## Tableau final
|  | Huitièmes de finale 27 mars 1988           | Huitièmes de finale 27 mars 1988 |                        |           | Quarts de finale 10 avril 1988 | Quarts de finale 10 avril 1988 |  |  | Demi-finales 24 avril 1988 | Demi-finales 24 avril 1988 |  |  | Finale 7 mai 1988        | Finale 7 mai 1988        |
|  | Huitièmes de finale 27 mars 1988           | Huitièmes de finale 27 mars 1988 |                        |           | Quarts de finale 10 avril 1988 | Quarts de finale 10 avril 1988 |  |  | Demi-finales 24 avril 1988 | Demi-finales 24 avril 1988 |  |  | Finale 7 mai 1988        | Finale 7 mai 1988        |
|  |                                            |                                  |                        |           |                                |                                |  |  |                            |                            |  |  |                          |                          |
|  | Le 27 mars 1988 à Lézignan                 | Le 27 mars 1988 à Lézignan       |                        |           | le 10 avril 1988 à Carcassonne | le 10 avril 1988 à Carcassonne |  |  | le 24 avril 1988           | le 24 avril 1988           |  |  | le 7 mai 1988 à Narbonne | le 7 mai 1988 à Narbonne |
|  | Le 27 mars 1988 à Lézignan                 | Le 27 mars 1988 à Lézignan       |                        |           | le 10 avril 1988 à Carcassonne | le 10 avril 1988 à Carcassonne |  |  | le 24 avril 1988           | le 24 avril 1988           |  |  | le 7 mai 1988 à Narbonne | le 7 mai 1988 à Narbonne |
|  | U.S. Le Pontet                             | 27                               |                        |           | le 10 avril 1988 à Carcassonne | le 10 avril 1988 à Carcassonne |  |  | le 24 avril 1988           | le 24 avril 1988           |  |  | le 7 mai 1988 à Narbonne | le 7 mai 1988 à Narbonne |
|  | U.S. Le Pontet                             | 27                               |                        |           | le 10 avril 1988 à Carcassonne | le 10 avril 1988 à Carcassonne |  |  | le 24 avril 1988           | le 24 avril 1988           |  |  | le 7 mai 1988 à Narbonne | le 7 mai 1988 à Narbonne |
|  | S.M. Pia                                   | 9                                |                        |           | le 10 avril 1988 à Carcassonne | le 10 avril 1988 à Carcassonne |  |  | le 24 avril 1988           | le 24 avril 1988           |  |  | le 7 mai 1988 à Narbonne | le 7 mai 1988 à Narbonne |
|  | S.M. Pia                                   | 9                                | U.S. Le Pontet         | 26        |                                |                                |  |  | le 24 avril 1988           | le 24 avril 1988           |  |  | le 7 mai 1988 à Narbonne | le 7 mai 1988 à Narbonne |
|  | Le 27 mars 1988 à Villefranche-de-Rouergue |                                  | U.S. Le Pontet         | 26        |                                |                                |  |  | le 24 avril 1988           | le 24 avril 1988           |  |  | le 7 mai 1988 à Narbonne | le 7 mai 1988 à Narbonne |
|  |                                            | U.S. Villeneuve                  | 0                      |           |                                |                                |  |  | le 24 avril 1988           | le 24 avril 1988           |  |  | le 7 mai 1988 à Narbonne | le 7 mai 1988 à Narbonne |
|  | U.S. Villeneuve                            | U.S. Villeneuve                  | 0                      | 28        |                                |                                |  |  | le 24 avril 1988           | le 24 avril 1988           |  |  | le 7 mai 1988 à Narbonne | le 7 mai 1988 à Narbonne |
|  | U.S. Villeneuve                            | le 13 avril 1988                 |                        | 28        |                                |                                |  |  | le 24 avril 1988           | le 24 avril 1988           |  |  | le 7 mai 1988 à Narbonne | le 7 mai 1988 à Narbonne |
|  | Toulouse olympique XIII                    | 19                               |                        |           |                                |                                |  |  | le 24 avril 1988           | le 24 avril 1988           |  |  | le 7 mai 1988 à Narbonne | le 7 mai 1988 à Narbonne |
|  | Toulouse olympique XIII                    | 19                               | U.S. Le Pontet         | 30        |                                |                                |  |  |                            |                            |  |  | le 7 mai 1988 à Narbonne | le 7 mai 1988 à Narbonne |
|  | Le 27 mars 1988                            |                                  | U.S. Le Pontet         | 30        |                                |                                |  |  |                            |                            |  |  | le 7 mai 1988 à Narbonne | le 7 mai 1988 à Narbonne |
|  |                                            | Bataillon de Joinville           | 12                     |           |                                |                                |  |  |                            |                            |  |  | le 7 mai 1988 à Narbonne | le 7 mai 1988 à Narbonne |
|  | Bataillon de Joinville                     | Bataillon de Joinville           | 12                     | ?         |                                |                                |  |  |                            |                            |  |  | le 7 mai 1988 à Narbonne | le 7 mai 1988 à Narbonne |
|  | Bataillon de Joinville                     | le 24 avril 1988                 |                        | ?         |                                |                                |  |  |                            |                            |  |  | le 7 mai 1988 à Narbonne | le 7 mai 1988 à Narbonne |
|  | Aussillon XIII                             | ?                                |                        |           |                                |                                |  |  |                            |                            |  |  | le 7 mai 1988 à Narbonne | le 7 mai 1988 à Narbonne |
|  | Aussillon XIII                             | ?                                | Bataillon de Joinville | ?         |                                |                                |  |  |                            |                            |  |  | le 7 mai 1988 à Narbonne | le 7 mai 1988 à Narbonne |
|  | Le 27 mars 1988 à Cavaillon                |                                  | Bataillon de Joinville | ?         |                                |                                |  |  |                            |                            |  |  | le 7 mai 1988 à Narbonne | le 7 mai 1988 à Narbonne |
|  |                                            | U.S. Lyon-Villeurbanne           | ?                      |           |                                |                                |  |  |                            |                            |  |  | le 7 mai 1988 à Narbonne | le 7 mai 1988 à Narbonne |
|  | U.S. Lyon-Villeurbanne                     | U.S. Lyon-Villeurbanne           | ?                      | 16        |                                |                                |  |  |                            |                            |  |  | le 7 mai 1988 à Narbonne | le 7 mai 1988 à Narbonne |
|  | U.S. Lyon-Villeurbanne                     | le 10 avril 1988                 |                        | 16        |                                |                                |  |  |                            |                            |  |  | le 7 mai 1988 à Narbonne | le 7 mai 1988 à Narbonne |
|  | R.C. Albigeois                             | 12                               |                        |           |                                |                                |  |  |                            |                            |  |  | le 7 mai 1988 à Narbonne | le 7 mai 1988 à Narbonne |
|  | R.C. Albigeois                             | 12                               | U.S. Le Pontet         | 5         |                                |                                |  |  |                            |                            |  |  |                          |                          |
|  | Le 27 mars 1988 à Villeurbanne             |                                  | U.S. Le Pontet         | 5         |                                |                                |  |  |                            |                            |  |  |                          |                          |
|  |                                            | A.S. Saint-Estève                | 2                      |           |                                |                                |  |  |                            |                            |  |  |                          |                          |
|  | A.S. Saint-Estève                          | A.S. Saint-Estève                | 2                      | 34        |                                |                                |  |  |                            |                            |  |  |                          |                          |
|  | A.S. Saint-Estève                          |                                  |                        | 34        |                                |                                |  |  |                            |                            |  |  |                          |                          |
|  | Châtillon XIII                             | 0                                |                        |           |                                |                                |  |  |                            |                            |  |  |                          |                          |
|  | Châtillon XIII                             | 0                                | A.S. Saint-Estève      | 28        |                                |                                |  |  |                            |                            |  |  |                          |                          |
|  | Le 27 mars 1988 à Carcassonne              |                                  | A.S. Saint-Estève      | 28        |                                |                                |  |  |                            |                            |  |  |                          |                          |
|  |                                            | F.C. Lézignan                    | 22                     |           |                                |                                |  |  |                            |                            |  |  |                          |                          |
|  | F.C. Lézignan                              | F.C. Lézignan                    | 22                     | 10        |                                |                                |  |  |                            |                            |  |  |                          |                          |
|  | F.C. Lézignan                              | le 10 avril 1988                 |                        | 10        |                                |                                |  |  |                            |                            |  |  |                          |                          |
|  | XIII Limouxin                              | 3                                |                        |           |                                |                                |  |  |                            |                            |  |  |                          |                          |
|  | XIII Limouxin                              | 3                                | A.S. Saint-Estève      | 16 (a.p.) |                                |                                |  |  |                            |                            |  |  |                          |                          |
|  | Le 27 mars 1988 à Arles                    |                                  | A.S. Saint-Estève      | 16 (a.p.) |                                |                                |  |  |                            |                            |  |  |                          |                          |
|  |                                            | XIII Catalan                     | 12                     |           |                                |                                |  |  |                            |                            |  |  |                          |                          |
|  | XIII Catalan                               | XIII Catalan                     | 12                     | 20        |                                |                                |  |  |                            |                            |  |  |                          |                          |
|  | XIII Catalan                               |                                  |                        | 20        |                                |                                |  |  |                            |                            |  |  |                          |                          |
|  | R.C. Carpentras                            | 2                                |                        |           |                                |                                |  |  |                            |                            |  |  |                          |                          |
|  | R.C. Carpentras                            | 2                                | XIII Catalan           | 22        |                                |                                |  |  |                            |                            |  |  |                          |                          |
|  | Le 27 mars 1988 à Mazamet                  |                                  | XIII Catalan           | 22        |                                |                                |  |  |                            |                            |  |  |                          |                          |
|  |                                            | S.O. Avignon                     | 6                      |           |                                |                                |  |  |                            |                            |  |  |                          |                          |
|  | S.O. Avignon                               | S.O. Avignon                     | 6                      | 8         |                                |                                |  |  |                            |                            |  |  |                          |                          |
|  | S.O. Avignon                               |                                  |                        | 8         |                                |                                |  |  |                            |                            |  |  |                          |                          |
|  | R.C. Saint-Gaudens                         | 2                                |                        |           |                                |                                |  |  |                            |                            |  |  |                          |                          |
|  | R.C. Saint-Gaudens                         | 2                                |                        |           |                                |                                |  |  |                            |                            |  |  |                          |                          |

## Finale (dimanche 7 mai 1988)
(mt : 1 - 1)
Points marqués :
- Le Pontet : 1 essai de Fraisse (57e) ; 1 drop de P. Rocci (32e).
- Saint-Estève : 2 drops de Costals (3e) et Guasch (48e).

Évolution du score :  
Arbitre :  M. Desplas (Pyrénées)
Spectateurs : 5 000
Composition des équipes :
- Le Pontet : Eric Stefani - Étienne Kaminski, John Maguire, David Fraisse, Marcel Criotier - Patrick Rocci (o), Jean-Marc Rocci (m) - Greg Sheridan, Christian Maccali, Matthew Elliott, Marc Palanques (c), Thierry Blachère, Thierry Bernabé - Entraîneur : Marius Frattini
- Saint-Estève : Serge Costals - Patrick Marginet, Jean-Philippe Pougeau, Guy Delaunay, Jean-Luc Tène (c) - Bernard Guasch (o), Bruno Castany (m) - Abet Baklouch, Mathieu Khedimi, George Moroko, Serge Pérez, Corey Adams, Stephan Robinson - Jean-Luc Bardes - Entraîneur : Jacques Jorda